# Tetbury
Tetbury – miasto i civil parish w Wielkiej Brytanii, w Anglii, w regionie South West England, w hrabstwie Gloucestershire, w dystrykcie Cotswold. W 2011 roku civil parish liczyła 5472 mieszkańców.